# 第388戰地教導師 (德國國防軍)
第388戰地教導師（德語：388. Feldausbildungs-Division）是納粹德國國防軍陸軍的一個步兵師。該師於1942年9月組建。
該師組建後，調往東線部署，用作訓練士兵和反遊擊作戰。該師於1944年5月改編為北方戰地教導師（德語：Feldausbildungs-Division Nord），1945年2月改編為庫爾蘭戰地教導師（德語：Feldausbildungs-Division Kurland），不久改編為庫爾蘭步兵師（德語：Infanterie-Division Kurland），改編前後，該師繼續在東線作戰。
該師最後於1945年5月在庫爾蘭口袋被圍投降。

## 註腳
1. ↑  Mitcham（2007年）